# Енн Вільямс
Енн Ві́льямс (англ. Anne Williams; 6 лютого 1951 — 18 квітня 2013), активістка, була учасником кампанії за встановлення справедливості щодо жертв трагедії Гіллсборо, яка трапилась у 1989 році. Тоді, під час півфіналу Кубка Англії, сталась тиснява серед вболівальників. Лише в день трагедії померло 93 особи.

## Гіллсборо
Син Енн, Кевін, загинув внаслідок цієї тисняви у віці п'ятнадцяти років. З того часу вона наполегливо боролась за оскарження хибних медичних доказів, щоб спростувати, що смерть її дитини настала в результаті нещасного випадку. Коли проводилось перше слідство, Вільямс намагалась з'ясувати медичні обставини смерті Кевіна і неодноразово критикувала офіційне слідство. Вона сформувала групу впливу «Надія для Гіллсборо», далі «Кампанія за справедливість Гіллсборо», зрештою ставши її головою.
Енн Вільямс не мала юридичної освіти, але в спілкуванні з нею здавалось, наче вона навчалася роками.

## Особисте життя
Енн Вільямс народилась як Енн Елізабет Міт у Формбі 6 лютого 1951 року. Вона отримала освіту в школі Богоматері Лурдської міста Біркдейл. Енн жила в Формбі і працювала неповний робочий день в газетних кіосках. В неї було двоє синів від першого чоловіка, молодшим з яких був Кевін, і дочка від другого чоловіка.
Пізніше вона жила в Честері, де 18 квітня 2013 року у віці 62 років померла від раку.

## Спадок
Наполегливість Енн та інших учасників кампанії спонукала до створення Незалежної комісії Гіллсборо. Це призвело до скасування початкових вироків Високим судом у грудні 2012-го і до призначення нових розслідувань для всіх загиблих.
У грудні 2013 року, відзначаючи тривалу боротьбу Вільямс за справедливість у відношенні жертв трагедії Гіллсборо, її нагородили посмертно премією Хелен Ролласон. Ця відзнака вручається щорічно в рамках церемонії «Спортивна персона року BBC» «за видатні досягнення перед обличчям лиха».
Алан Гансен, який грав за Ліверпуль у день трагедії, вручив нагороду брату Енн, Денні, її синові Майклу та дочці Сарі.

## У ЗМІ
Історія життя і боротьби Енн Вільямс лягла в основу біографічної теледрами ITV «Енн» [Архівовано 8 січня 2022 у Wayback Machine.], яка вийшла в ефір у січні 2022 року. Енн зіграла англійська акторка Максін Пік.